# Автошлях E234
Автошлях E234 — європейський автомобільний маршрут категорії Б, що з'єднує в Німеччині міста Куксхафен і Вальсроде.

## Маршрут
- - Куксхафен
  - Бремерхафен
  - E22, E37, E233 Бремен
  - E45, Вальсроде